# シテ・ド・レスパス

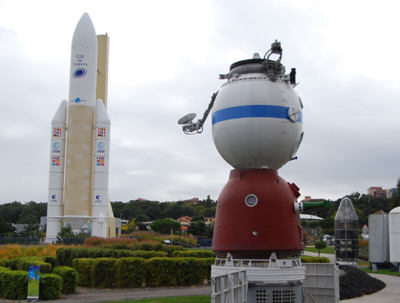
シテ・ド・レスパスの展示（左側がアリアン5・ロケット）

シテ・ド・レスパス（仏: Cité de l'espace）はフランス南西部のトゥールーズにある宇宙開発を主題にしたテーマパークである。フランス、ロシアのロケット、宇宙船などを見ることができる。シテ・ド・レスパスは「宇宙の街」の意。

## 概要
トゥールーズはフランス南西部の主要都市で、ここの環状高速道路の東部分近くの3.5ヘクタールの土地に、宇宙開発を主題にしたテーマパークを開設した。フランスのアリアン5ロケットの他、ロシアのソユーズ、ミール両宇宙船などの実物大モデルを見ることができる。最近、IMAXを使ったプラネタリウムも開設され、宇宙開発・天文学習の総合的なセンターとなっている。
トゥールーズはもともと航空機産業が盛んで、最近はエアバスの生産、フランス国立宇宙研究センター（本部はパリ、打ち上げはフランス領ギアナ）でロケット開発などが行なわれていて、航空・宇宙産業が盛んなところである。

## 歴史
- 1997年、開園
- 1998年、ロシアのミール宇宙船の展示開始
- 2003年、ツール・ド・フランス第13ステージのスタート地点となる
- 2005年、IMAXを使ったプラネタリウムを開設
- 2006年、子供向け施設を開設